# Glomeridesmus marmoreus
Glomeridesmus marmoreus är en mångfotingart som beskrevs av Pocock 1894. Glomeridesmus marmoreus ingår i släktet Glomeridesmus och familjen Glomeridesmidae. Inga underarter finns listade i Catalogue of Life.